# Собакевич
Михаи́л Семёнович Собаке́вич — персонаж поэмы Николая Васильевича Гоголя «Мёртвые души»; помещик, с которым Павел Иванович Чичиков ведёт торги по поводу скупки душ умерших крестьян. В числе фольклорных источников образа — герои русских былин и сказок. Возможными литературными прототипами Собакевича являются Тарас Скотинин («Недоросль») и Алексей Бурнаш («Юрий Милославский»). Исследователи предполагают, что на создание портрета персонажа оказали влияние взаимоотношения Гоголя с писателем Михаилом Погодиным.
К образу Собакевича обращались художники Александр Агин, Пётр Боклевский, Владимир Маковский, Борис Кустодиев и другие. На театральной сцене роль помещика играли Михаил Тарханов, Алексей Грибов, Николай Баталов, Юрий Толубеев; в экранизациях «Мёртвых душ» — Вячеслав Невинный и другие актёры.

## Место Собакевича в сюжете поэмы
Гоголь представляет своему читателю фигуру Михаила Семёновича Собакевича в одной из так называемых «портретных» глав своего произведения. Они посвящены описанию индивидуальностей отдельных действующих лиц, и в их пределах эти индивидуальности доминируют над остальными поворотами сюжетной линии. Такая компоновка произведения формирует контекстную базу для проработки психологических деталей взаимодействия Павла Ивановича Чичикова с очередным провинциальным землевладельцем.
По мнению профессора Джеймса Вудворда из Принстонского университета, после беглого прочтения может возникнуть обманчивое впечатление, что эти главы страдают некоторой нехваткой сюжетной целостности из-за обилия отступлений и фрагментов, которые, казалось бы, совершенно не связаны с центральной сюжетной линией. Однако, присмотревшись к любому из персонажей (и Собакевичу в их числе), можно увидеть целое созвездие тонких штрихов, намёков и нюансов, которые постепенно преподносятся читателю по мере раскручивания сюжетной нити. Вступая во взаимодействие с проявлениями других характерных героев, они органично встраиваются в общую картину и дополняют друг друга. Иногда эти черты характера начинают влиять на читательское восприятие задолго до того, как ему будут представлены их обладатели.

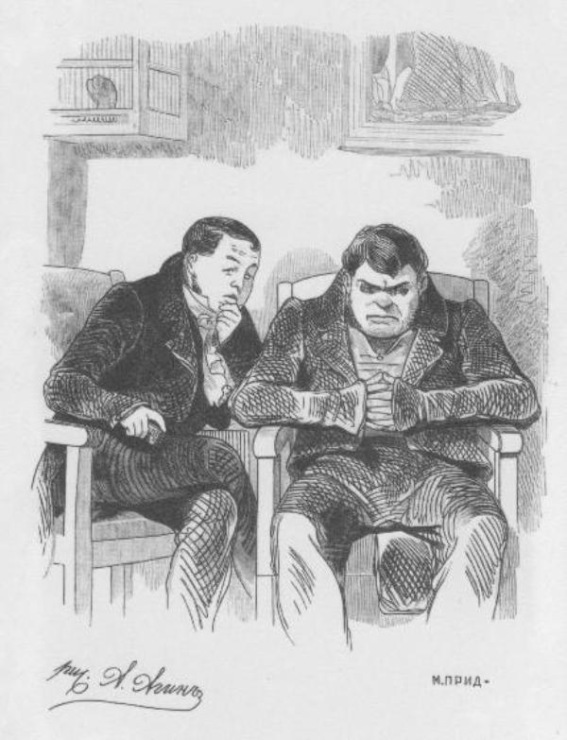
Беседа Чичикова и Собакевича.
Художник А. А. Агин

Знакомство Чичикова, прибывшего в город NN для приобретения числящихся лишь на бумаге душ умерших крестьян, с Собакевичем происходит на вечеринке у губернатора. Дальнейшее общение показывает, что Михаил Семёнович, в отличие от других горожан, относится к скупке «мёртвых душ» как к обычной сделке, а потому легко переводит «осторожное предложение» собеседника в сферу предпринимательских отношений — речь заходит о задатке, купчей, цене и иных деталях предстоящего договора. На фоне прочих помещиков Собакевич выглядит человеком более чем практичным — видя наличие спроса, он немедленно взвинчивает на свой товар цену. При попытке Чичикова возразить, что у него есть возможность приобрести души в других местах, Собакевич заявляет, что в любом случае такие сделки выглядят не вполне законными и это может вызвать серьёзные последствия.
Неуютен в «МД» быт помещиков; пыль, раззор, ветошь в медвежьих углах; у Манилова кресла не крыты материей; вместо подсвечника — чорт знает что; у Ноздрёва в столовой поставлены козлы… Толчея в комнатушках Коробочки; точно лавчонка для скупщика… Собакевич же зажил спиной к городу, где все мерзавцы; засел, точно в крепости: прочные избы, прочные стены; и у него неуютно; ему предстоит: или от города оторваться совсем, или стать торгашом; перебравшимся в город, возглавить мошенников.
В ситуации, когда «прекраснодушный Манилов», не поняв смысла аферы Чичикова, просто стремится одарить гостя, а Коробочка более всего боится продешевить, Михаил Семёнович осознаёт: «покупщик, верно, должен иметь здесь какую-то выгоду». При этом Собакевич ведёт себя как опытный продавец, способный дать самые высокие характеристики своему товару — то есть умершим крестьянам. Многие исследователи единодушно обращают внимание на то, что он не только хвалит «их работу, мастерство, поведение, физическую силу и здоровье», но и объясняет гостю собственные преимущества по сравнению с конкурентами: «Другой мошенник вас обманет, продаст вам дрянь, а не души, а у меня, что ядрёный орех, все на отбор». На отчаянные возражения Чичикова об отсутствии прикладной ценности у мёртвых крепостных Собакевич фактически читает ему лекцию по рыночной экономике с богословским послевкусием. В рамках этого подхода американские исследователи обращают внимание, что свободный рынок не вызывает особых вопросов только у тех, кто в нём вырос, и попытка расширить его утилитарность на всё вокруг обнажает весь ужас, с которым иронизирует Гоголь.
Российский историк и литературовед Борис Соколов, опираясь на мнение профессора Степана Шевырёва, тоже обратил внимание на ораторский пафос Собакевича при осуществлении сделки. По его заключению, некоторую неестественность этого всплеска красноречия на фоне типичных манер ведения разговора помещика-провинциала можно объяснить увлечённостью Гоголя и его ограниченностью в средствах выражения. Писатель так и не овладел реалистическим (психологическим) методом, который уже можно было встретить у французских прозаиков тех времён (Стендаля, Бальзака), и внутренние переживания своих героев передавал через разнообразные внешние проявления.
Прочность и тяжеловесность нрава помещика обнаруживается в окружающем его пространстве повсеместно. Избы крестьян Собакевича, сделанные из дуба, не имеют украшений и каких бы то ни было узорных фигур. В его собственном доме каждый предмет мебели, от стола до кресла, словно повторяет фигуру хозяина, а также напоминает: «И я тоже Собакевич!» Даже дрозд тёмного цвета, который живёт в подвесной клетке, — и тот похож на своего владельца. Весь интерьер помещений и внутреннее убранство комнат как будто говорят за него, что он желает быть окружённым такими же здоровыми и полными жизни людьми: для этого на стенах развешаны портреты греческих полководцев с пропорциями под стать Собакевичу. Единственным исключением из их ряда стал портрет российского генерала Петра Багратиона, который представлен субтильным и тощим. Само здание, в котором поселился помещик, пропитано атмосферой военного поселения: всё в нём построено на века, из добротных материалов, очень надёжно и обнесено по периметру невероятно крепким забором. Раскрывая тему антуража повседневной жизни Собакевича, его семья и домочадцы обеспечивают именно ту степень контраста с его фигурой, которая только подыгрывает окончательному формированию завершённого художественного образа.
Умение этого семейства экономно вести хозяйство просматривается в таких деталях, как предложенный Чичикову послеобеденный десерт, до которого не дотронулись хозяева: «Вот ещё варенье, — сказала хозяйка, возвращаясь с блюдечком, — редька, варенная в меду!» По уточнению Екатерины Смирновой-Чикиной, покупной сахар был в ту пору дорогим, поэтому в семьях, где хозяева стремились избежать лишних трат, гостям предлагали варенье из подсобных продуктов.

Собакевич — антипод Манилова: он груб, неотёсан, обжора, плут и кулак; но избы его мужиков построены хоть неуклюже, а прочно, из хорошего лесу, и, кажется, его мужикам хорошо в них жить. Положим, причина этого не гуманность, а расчёт, но расчёт, предполагающий здравый смысл, расчёт, которого, к несчастию, не бывает иногда у людей с европейским образованием, которые пускают по миру своих мужиков на основании рационального хозяйства. Достоинство опять отрицательное, но ведь если бы его не было в Собакевиче, Собакевич был бы ещё хуже: стало быть, он лучше при этом отрицательном достоинстве.
— Виссарион Белинский
При этом необъятный и флегматичный Собакевич является, по мнению писателя Владимира Набокова, «самым поэтичным персонажем в книге». На это указывает и обстановка помещичьего дома, в котором обнаруживается тяготение хозяина к «романтике Греции» («Не скрывался ли в этой могучей груди „тощий, худенький“ поэт? Ведь в ту пору ничто не отзывалось с такой силой в сердцах поэтически настроенных русских, как миссия Байрона»), и изобильный стол: «Его отношение к еде окрашено какой-то первобытной поэзией, и если в его обеде можно найти некий гастрономический ритм, то размер задан Гомером».

## Фольклорные и литературные источники образа
В Собакевиче, как и в некоторых других персонажах «Мёртвых душ», обнаруживается сходство с фольклорными героями. По замечанию литературоведа Григория Гуковского, ещё при жизни Гоголя представители литературной среды обращали внимание на определённую близость его помещиков с басенными и сказочными животными. Собакевич в поэме — это своеобразный вариант крыловского медведя и одновременно — аналог сказочного Топтыгина. Так, Чичиков, присмотревшись к новому знакомому, облачённому во фрак «медвежьего цвета» и двигающемуся с некоторой косолапостью («вкривь и вкось»), обнаружил, что тот напоминает «средней величины медведя». Позже впечатление усилилось: «Медведь! совершенный медведь! Нужно же такое странное сближение: его даже звали Михайлом Семёновичем». Однако «зоологические» аллюзии в художественном образе Собакевича на этом не заканчиваются: «собачья» фамилия Михаила Семёновича недвусмысленно напоминает о его обыкновении порицать и осуждать своих друзей и знакомых за их спинами.

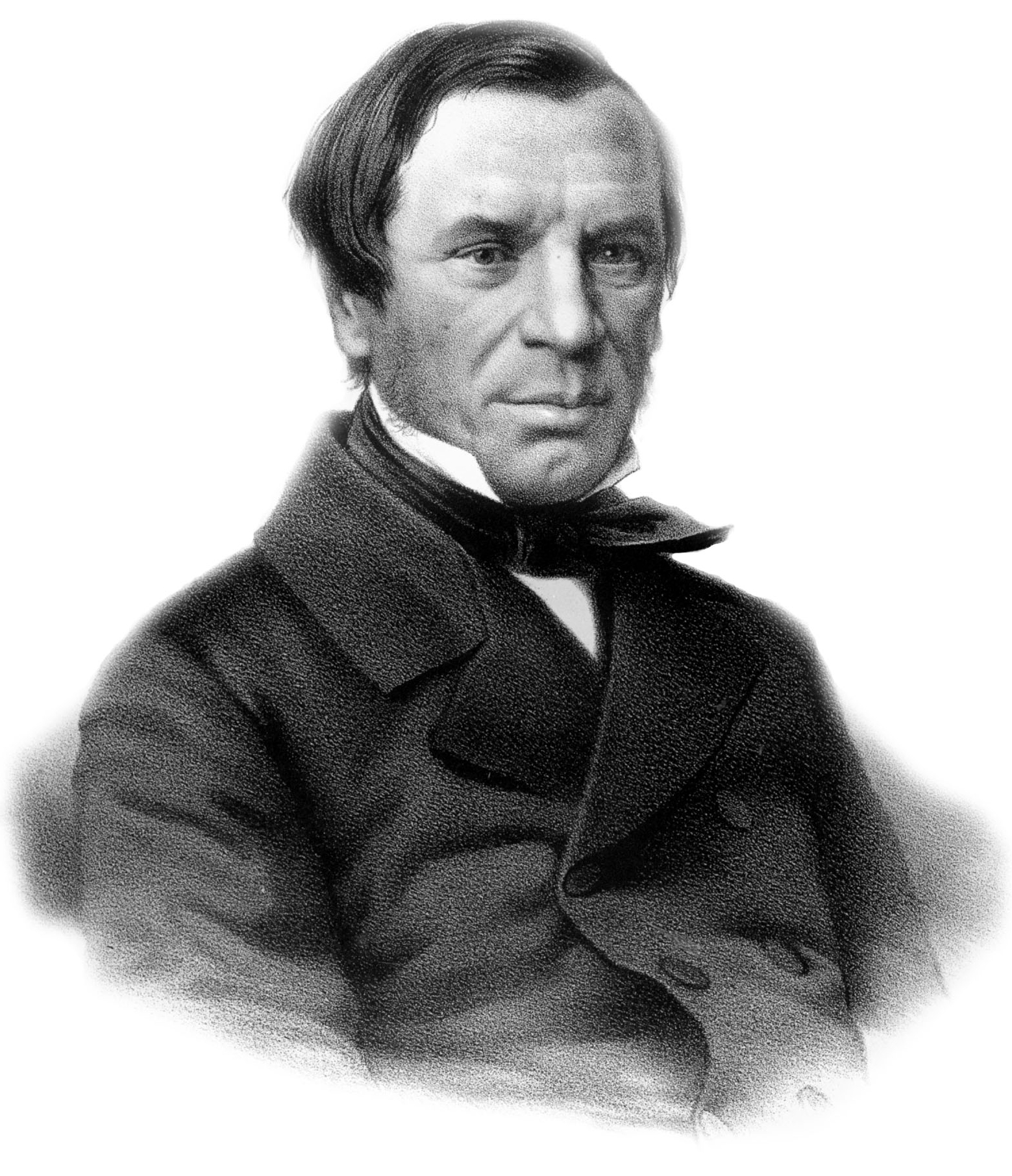
Профессор М. П. Погодин

В число персонажей народного эпоса, пародийно перекликающихся с образом Собакевича, входят и былинные богатыри — такие, например, как Еруслан Лазаревич и Илья Муромец. На их «родство» указывают атлетическая мощь героя, носящего сапоги «исполинского размера», имеющего богатырский аппетит (за обедом мог съесть «индюка ростом с телёнка») и славящегося отменным здоровьем — как говорит о себе Собакевич, «пятый десяток живу, ни разу не был болен». Среди литературных образов, внешне и внутренне близких помещику, — персонаж пьесы Дениса Фонвизина «Недоросль» Тарас Скотинин и «медведеподобный» Бурнаш из романа Михаила Загоскина «Юрий Милославский, или Русские в 1612 году».
Современники Гоголя обнаружили, что качества, свойственные Собакевичу, совпадают также с отдельными чертами писателя и издателя Михаила Погодина, отношения с которым у автора «Мёртвых душ» складывались неоднозначно. Творческая история двух литераторов включала разные этапы — они прошли путь от «взаимной открытости» до недоразумений и оскорблений. Оценки, которую Гоголь давал Погодину в 1840-х годах («топорность, неряшливость» и т. д.), нашли отражение в образе Собакевича; у персонажа и его возможного прототипа совпали даже имена. По словам доктора филологических наук Л. А. Сапченко, «черты характера Собакевича: „кулачество“, ругательные слова, жадность, прижимистость, — соотносимы с обликом Михаила Петровича Погодина, каким он предстаёт в письмах Гоголя 1843—1847 гг.»
По мнению профессора Вудвoрда, сконструированный Гоголем образ Собакевича и всей его резиденции является тонкой пародией на образ императора Николая I и его манеру управления Россией. Как считает американец, в пользу такого заключения говорит множество осторожных намёков, разбросанных автором по всему тексту повествования: это и внешнее сходство Собакевича с изображением на медной монете, и чрезмерная чопорность, которая присутствует при общении Собакевича со своей женой, и два лесных массива по бокам его усадьбы, в которых можно увидеть намёк на распростёртые крылья двуглавого орла. С этой стороны Собакевич предстаёт как авторитарный властелин своей территории, где его жене отведена полностью подчинённая роль. Видимо, чтобы подчеркнуть такое положение вещей, именем его супруги было выбрано Феодулия, что в переводе с греческого языка означает «божья раба».
Фамилии ряда персонажей «Мёртвых душ» напрямую связаны с особенностями их характеров. Так, если в фамилии «Манилов» присутствует отсылка к неким условным соблазнам («он улыбался заманчиво»; «деревня Маниловка немногих могла заманить своим расположением»), то Собакевич в тексте поэмы ассоциируется с грубостью и отрывистостью фраз, похожих на лай собаки. На выбор фамилии, вероятно, повлияло и его отношение к людям — к примеру, во время торга с Чичиковым помещик признаётся: «Убыток, да уж нрав такой собачий: не могу не доставить удовольствия ближнему».

## Внешность, отношение к людям
- Право, недорого! Другой мошенник обманет вас, продаст вам дрянь, а не души; а у меня — что ядрёный орех, все на отбор: не мастеровой, так иной какой-нибудь здоровый мужик[23].
- Я их знаю всех: это все мошенники, весь город там такой: мошенник на мошеннике сидит и мошенником погоняет[24].
- У меня когда свинина — всю свинью давай на стол, баранина — всего барана тащи, гусь — всего гуся![25]
- Мне лягушку хоть сахаром облепи, не возьму её в рот, и устрицы тоже не возьму: я знаю, на что устрица похожа…[25]

Описание внешнего облика помещиков восходит в поэме к традициям так называемого «романтического канона», хорошо знакомого Гоголю с 1820-х годов. Автор «Мёртвых душ» включил в текст многочисленные эпитеты, метафоры и другие выразительные средства, позволившие создать портреты героев с «выдающимися чертами». Так, ноги Собакевича писатель сравнил с тумбой, лицо — с молдавской тыквой. Природа, по словам Гоголя, не стремилась при сотворении наружности Михаила Семёновича «употреблять… мелкие инструменты» — она «хватила топором раз — вышел нос, хватила другой — вышли губы, большим сверлом ковырнула глаза и, не обскобливши, пустила на свет» — в результате появился персонаж, про которого в народе говорят: «Неладно скроен, да крепко сшит».
Собакевич весьма безапелляционно высказывается об окружающих. Если Манилов относится к людям с «восторженной идеализацией», то Собакевич — по контрасту — видит в них, как правило, только «мерзавцев и мошенников». Губернатора он называет «первым разбойником в мире», горожан — «христопродавцами»; чиновники, по его словам, — это люди, которые «даром бременят землю». Полицмейстер, по мнению Собакевича, склонен к жульничеству — он «продаст, обманет, ещё и пообедает с вами». Среди жителей NN помещик лишь прокурора выделяет как порядочного человека, уточняя одновременно, что «и тот, если сказать правду, свинья».
Будучи противником медицины и новых знаний («Толкуют — просвещенье, просвещенье, а это просвещенье — фук!»), Собакевич заявляет, что готов казнить всех докторов, особенно «немецких и французских», придумавших диету и прописывающих пациентам «лечение голодом». Герой утверждает, что рецепты иностранцев не годятся для «русского желудка». За столом во время обеда Собакевич ругает и повара, подозревая того в нечестности: «Купит вон тот каналья повар, что выучился у француза, кота, обдерёт его, да и подаёт на стол вместо зайца». Острое неприятие Собакевичем зарубежного образа жизни и его влияния на русские традиции показано Гоголем как одна из сторон его деятельной мизантропии. Американскими литературоведами оно было расценено как проявление традиционного национализма и даже агрессивного шовинизма, причём в ранних черновиках писателя мотивом этих настроений названы конкретные отсылки к праздному существованию Санкт-Петербурга.
Душа Собакевича была, по словам исследователей, «погребена под тяжестью плоти». Гоголь писал, что она у помещика закрыта «толстой скорлупою», как у персонажа славянской мифологии: «Казалось, в этом теле совсем не было души, или она у него была, но вовсе не там, где следует, а, как у бессмертного Кощея, где-то за горами и закрыта такою толстою скорлупою, что всё, что ни ворочалось на дне её, не производило решительно никакого потрясения на поверхности». По мнению ряда экспертов, элементы языческой славянской демонологии расставлены по ходу повествования как скрытые путевые знаки, и аналогия Собакевича с Кощеем была пущена в дело отнюдь не случайно. Она как бы приглашает читателя сложить друг с другом осколки полузабытых поверий и рудиментов народной памяти. Вместе с некоторыми другими персонажами в лице Собакевича автор исследует противостояние языческой сверхъестественности с идеалами христианства. Древний миф о Кощее в рамках поэмы затрагивает сложную проблему языческого культа материалистического начала, соединяя им краеугольные камни произведения: бездушность и демоничность. В связи с этим сам писатель признавался в «Четырёх письмах разным лицам по поводу „Мертвых душ“», что вложил в этих героев свои собственные пороки и соблазны, надеясь хоть немного очиститься самому. Собакевич с его обжорством и Плюшкин с его скопидомством были выбраны Гоголем, чтобы показать те «страстишки», которые устрашают христианскую, но услаждают материальную половину человеческой сути. В отблесках мистического наполнения этих персонажей играют оттенки хрестоматийных антагонистов западной культуры: Мефистофеля Кристофера Марло и Сатаны Джона Мильтона.
Особую парадоксальность фигуре Собакевича придаёт ситуация с заключением сделки с Чичиковым. Лишь во время этого торга он упоминает о душе, хотя автор поэмы перед мысленным взором читателя представил его как тело, совершенно ею не обременённое. Само слово «душа» Собакевичем употребляется только в значении «товара», который оценивается «по сто рублей за штуку». По мнению гарвардского профессора Дональда Фенгера, именно в этот момент Гоголь вложил в уста Собакевича одну из ключевых фраз, которая отдалась долгим эхом в ряде других произведений русского классика:
Да, конечно, мёртвые... Впрочем, и то сказать: что из этих людей, которые числятся теперь живущими? Что это за люди?..Собакевич, «Мёртвые души», глава VI
Разбирая это заявление Собакевича, Фенгер назвал его фундаментальным парадоксом произведения (англ. fundamental paradox of the novel) и переформулировал следующим образом: живых и мёртвых нетрудно отличить в действии друг от друга, однако поставленный вопрос отрицает эту разницу, как и отрицает комедийность происходящего. Более глубокий анализ этой проблемы делает из комедии драму, а гоголевский парадокс представляет в следующим виде: полюсами человеческого существования являются не смерть и жизнь, а смерть и смерть-при-жизни. Дальнейшее рассмотрение фигур остальных землевладельцев (Ноздрёва, Плюшкина и т. д.) происходит на основе именно этой дихотомии.

## Иллюстрации
Первым художником, сделавшим иллюстрации к «Мёртвым душам», стал Александр Агин. В 1846 году он обратился к Гоголю с просьбой дать согласие на создание серии рисунков; автор поэмы ответил отказом. Несмотря на отрицательный ответ, Агин и его товарищ — ксилограф Евстафий Бернардский — приступили к работе. В результате появилось 100 иллюстраций, воссоздающих сюжет и образы «Мёртвых душ». Разные моменты разговора Собакевича с Чичиковым уместились у Агина на пяти листах. Как писали искусствоведы Алексей Коростин и Григорий Стернин, «в сопоставлении с медвежьей осанкой и угловатыми движениями грубого Собакевича ещё отчётливее выступает суетливая подвижность изворотливого покупателя мёртвых душ».

Первый иллюстратор Гоголя Агин дал нам <…> Плюшкина и Собакевича, которых мы уже не можем представить иначе, как в чертах, им закреплённых.— Владимир Короленко
В 1850-х годах над гоголевскими образами начал работать художник Пётр Боклевский. На одном из его рисунков Собакевич похож на пса: персонаж изображён с нависшими бровями, маленькими глазами и сложенными в «брюзгливую гримасу» губами. В другом — акварельном — портрете просматривается сходство героя с «медведем средней величины». К числу иллюстраторов гоголевских произведений относится и художник Павел Соколов. Его рисунок «Обед у Собакевича» демонстрирует, что даже обстановка в доме героя напоминает хозяина: «всё было прочно, неуклюже…». К образу Собакевича (как и других персонажей гоголевской поэмы) обращались также Владимир Маковский, Борис Кустодиев, Н. А. Зубчанинов и Н. В. Пирогов, М. М. Далькевич, Елена Самокиш-Судковская, Кукрыниксы, Алексей Лаптев и другие художники.

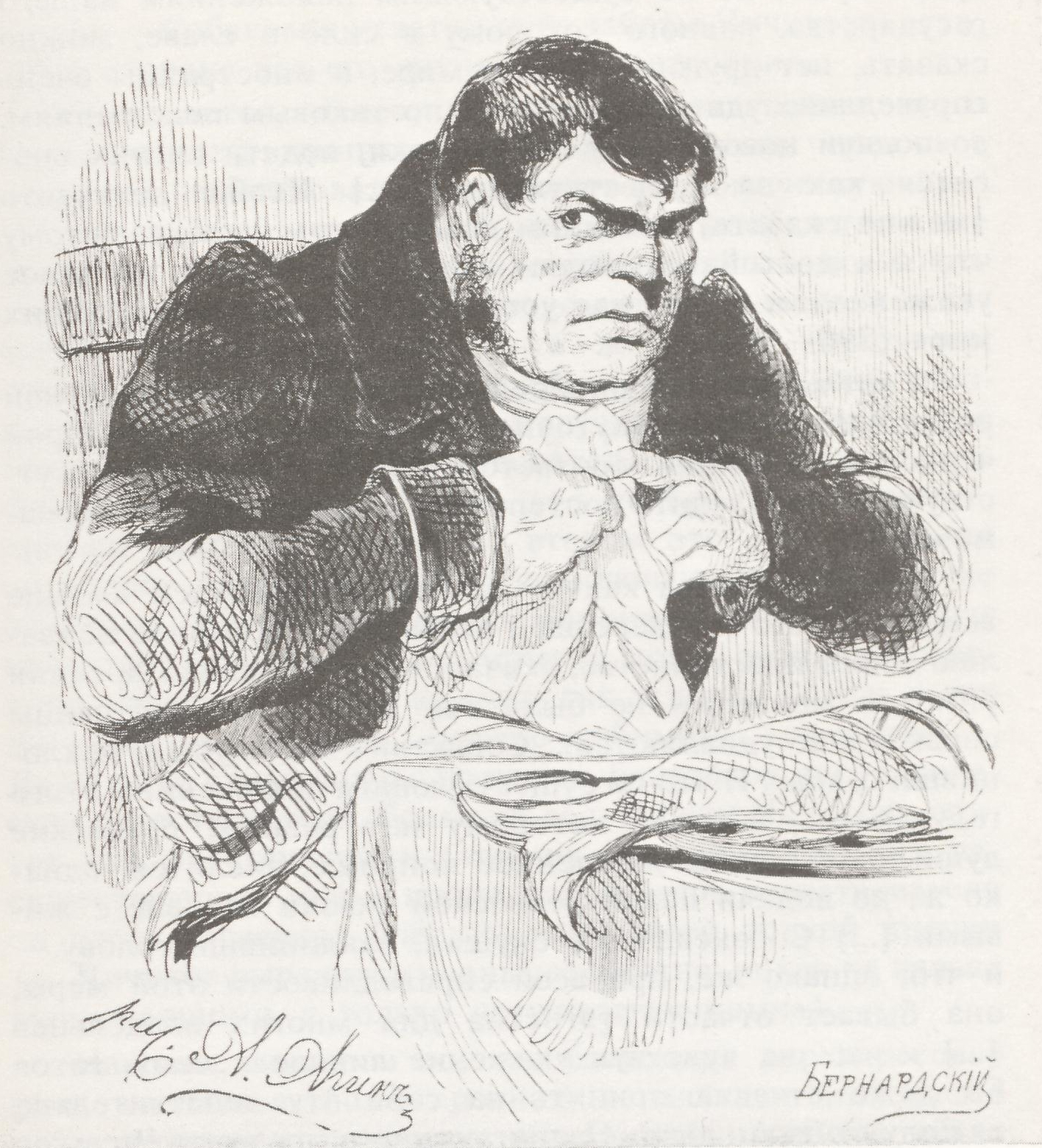
Собакевич. Художник А. А. Агин
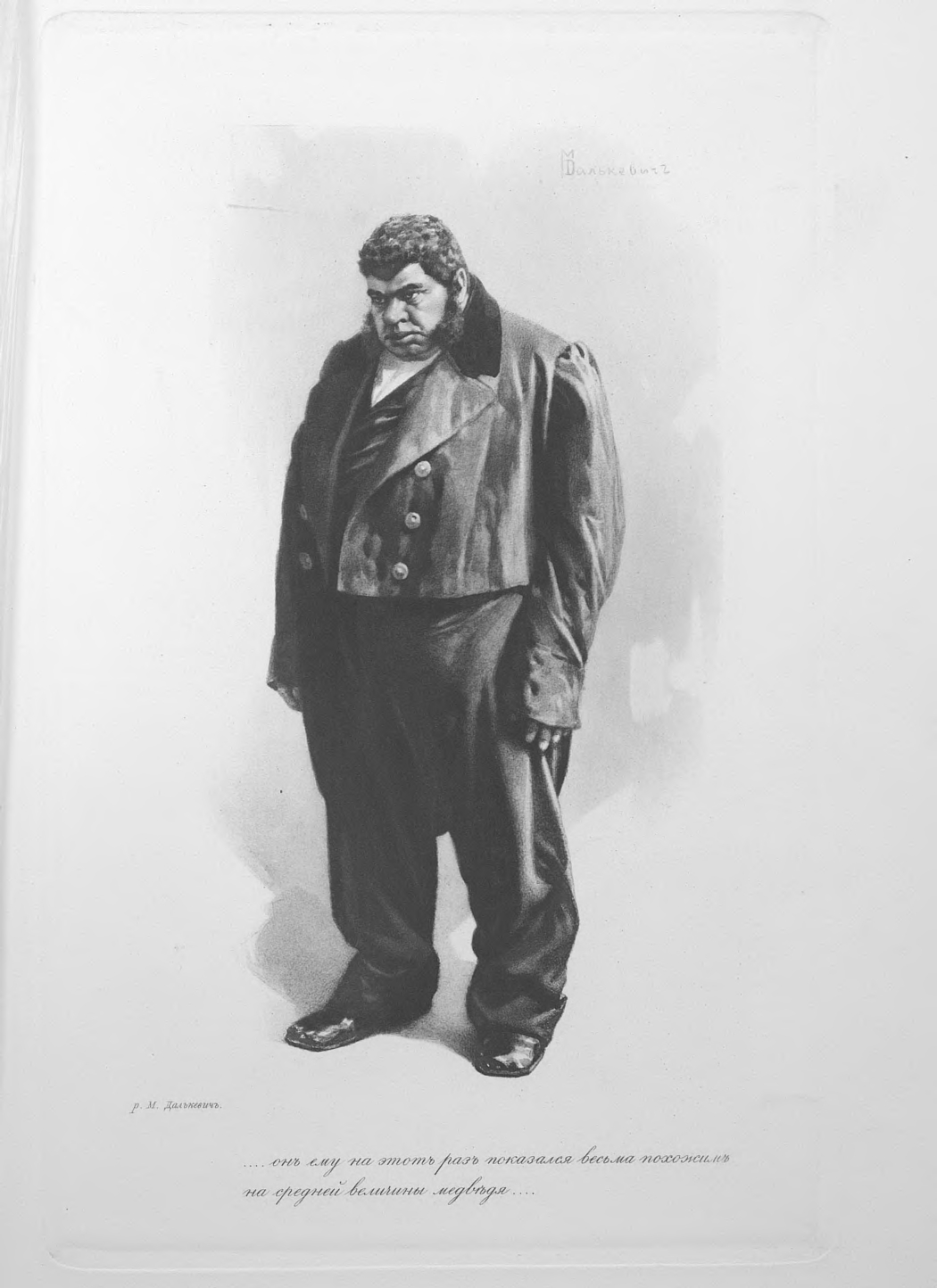
Собакевич. Художник М. М. Далькевич
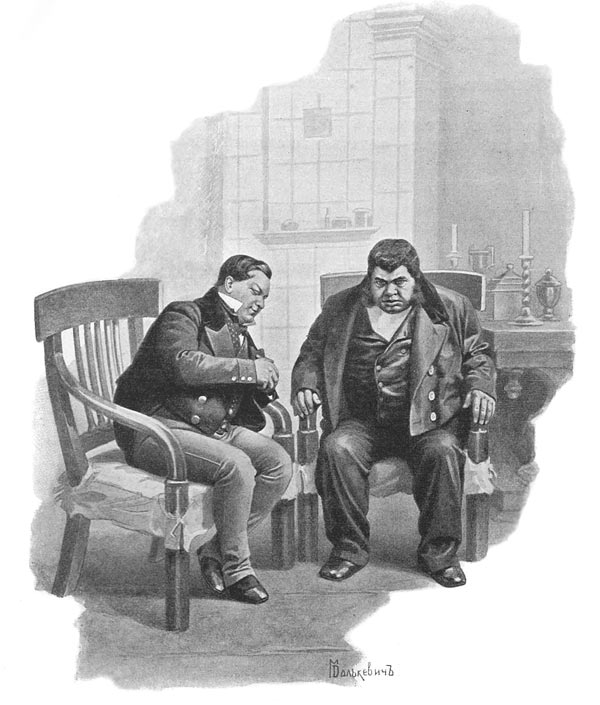
Чичиков и Собакевич. Художник М. М. Далькевич
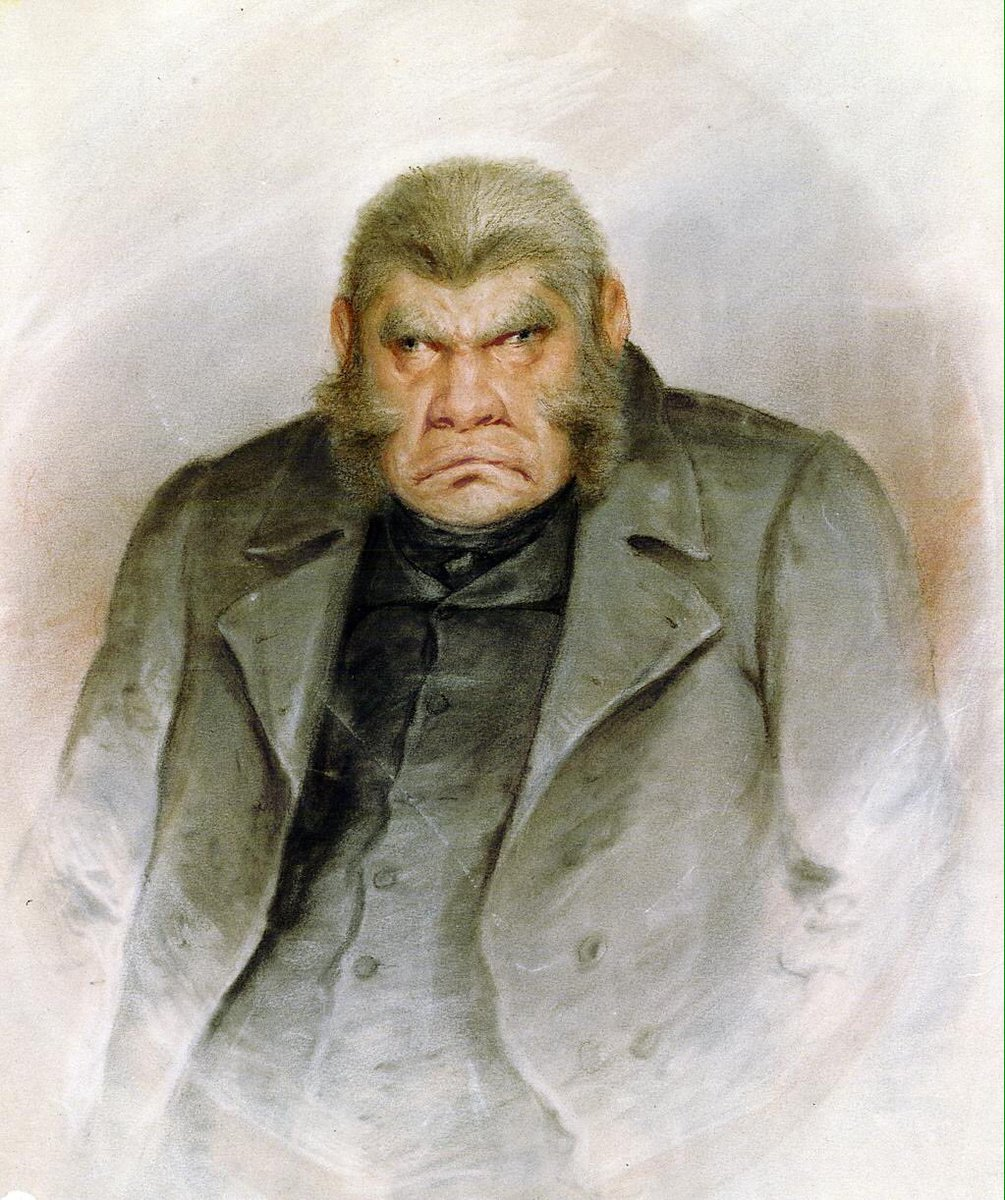
Собакевич. Художник П. М. Боклевский

## На сцене и в кинематографе
Образ Собакевича получил воплощение на сцене и в кинематографе. Первый том «Мёртвых душ» был опубликован в мае 1842 года, и уже в сентябре на сцене Александринского театра были поставлены «Комические сцены из новой поэмы „Мёртвые души“ сочинения Гоголя». Через несколько дней аналогичная премьера состоялась в Большом театре. Первые переложения для сцены были, по мнению современников и самого автора, неудачны. Виссарион Белинский писал в прессе тех лет о том, что поэма лишена на сцене всяческого смысла и подобные переделки «возмущают душу». Читательский интерес к поэме был очень высок, но многочисленные попытки различных театров инсценировать «Мёртвые души» долго не приводили к успеху у публики.
В ноябре 1932 года премьера спектакля «Мёртвые души», постановщиком которого был Константин Станиславский, состоялась на сцене МХАТа. Текст для сценической версии написал Михаил Булгаков, над постановкой также работали режиссёры Сахновский и Телешева. Спектакль до премьеры репетировался актёрами в течение трёх лет. О Собакевиче, роль которого исполнял Михаил Тарханов, режиссёр Владимир Немирович-Данченко писал как о герое «живом, настоящем»: «Этот образ поднимается до какого-то большого охвата целой полосы русской жизни». Публицист Г. Данилова отмечала на страницах журнала «Театральная жизнь», что Собакевич Тарханова — внешне медлителен и нерасторопен, однако внутренне он собран и внимателен к любой мелочи жизни: «Торги — вот его стихия! Он держит Чичикова в цепких руках, диктует свою волю, направляет ход событий. Свою выгоду он не упустит, сорвёт куш даже там, где взять его, кажется, не с чего. Алчный, до цинизма жадный стяжатель, истинный человек-кулак». Ю. В. Соболев в журнале «Рабис» (1933, № 1) утверждал, что Тарханов создал образ «убеждённого мошенника, проникновеннейшего плута. Его истинная омерзительная сущность раскрывалась <…> в незабываемой сцене покупки мёртвых душ».
Спектакль, называемый критиками «знаменитым», с успехом шёл на сцене МХАТа с перерывами более пятидесяти лет, показывался в Париже, Лондоне и Нью-Йорке, а в 1960-м году был экранизирован Леонидом Траубергом. Эта телеверсия, сохранившая все нюансы оригинальной постановки, получила специальный приз критики Международного фестиваля телевизионных фильмов в Монте-Карло (1961).
Кроме Тарханова, роль Собакевича во МХАТе исполняли Николай Баталов и Алексей Грибов. В 1975 году спектакль «Мёртвые души» был поставлен в Большом драматическом театре. Образ Собакевича на ленинградской сцене воплотил Юрий Толубеев. В XXI веке свою версию «Мёртвых душ» предложил на сцене «Гоголь-центра» режиссёр Кирилл Серебренников. Все роли в его постановке исполняли только мужчины. Собакевич в спектакле Серебренникова представлен как бывший агент спецслужб, и торг с Чичиковым он ведёт «как допрос». Собакевича играл актёр Антон Васильев.
Поэма Гоголя была неоднократно экранизирована. Так, в пятисерийном фильме, снятом в 1984 году Михаилом Швейцером, роль Собакевича исполнил Вячеслав Невинный. В числе других артистов, воплотивших образ помещика в кинематографе, — Василий Степанов в немой короткометражной ленте Петра Чардынина (1909), Алексей Грибов в экранизации 1960 года, Александр Семчев в телесериале Павла Лунгина «Дело о „Мёртвых душах“» (2005), Александр Робак в мини-сериале Григория Константинопольского «Мёртвые души» (2020).